# Tijs Velthuis
Tijs Velthuis, né le 12 janvier 2002 à Oldenzaal aux Pays-Bas, est un footballeur néerlandais qui évolue au poste de défenseur central.

## Biographie

### En club
Né à Oldenzaal aux Pays-Bas, Tijs Velthuis commence le football au Quick '20 avant d'être formé par le FC Twente à partir de 2012. Lors de l'été 2019, faute de proposition de Twente, le défenseur alors âgé de 17 ans quitte le club pour rejoindre l'AZ Alkmaar, où il poursuit sa formation.
Le 13 juillet 2022, Velthuis est prêté par l'AZ au NAC Breda pour une saison. Le club dispose d'une option d'achat sur le joueur.
Le 3 juillet 2023, Tijs Velthuis rejoint le Sparta Rotterdam. Il signe un contrat de trois ans, soit jusqu'en juin 2026,.
C'est avec ce club qu'il fait ses débuts en Eredivisie, la première division néerlandaise, le 12 août 2023, lors de la première journée de la saison 2023-2024 face au PEC Zwolle. Il est titularisé et son équipe s'impose par deux buts à un.
Le 7 août 2024, Tijs Velthuis prend la direction de l'Italie en signant avec l'US Salernitana sous la forme d'un prêt d'une saison avec obligation d'achat sous certaines conditions,.

### En sélection
Tijs Velthuis joue notamment avec l'équipe des Pays-Bas des moins de 17 ans de 2018 à 2019. Au total il joue quatre matchs avec cette sélection.